# Lucinda Riley
Lucinda Riley, nome d'arte di Lucinda Edmonds (Lisburn, 16 febbraio 1965 – 11 giugno 2021), è stata una scrittrice e attrice nordirlandese.

## Biografia
Nata a Lisburn (Irlanda del Nord) nel 1965, visse tra il Norfolk e il Sud della Francia, con il marito e i quattro figli.
Dopo un inizio carriera come attrice per il teatro e la televisione, nel 1989 contrasse una severa forma di mononucleosi e durante la convalescenza iniziò a scrivere. Pubblicò il suo primo romanzo nel 1992.
Da allora diede alle stampe numerosi romanzi rosa di successo tradotti in 28 lingue, vendendo nel mondo cinque milioni di copie.
La sua fama in Italia è relativa principalmente alla serie di libri Sette sorelle, i cui diritti sono stati opzionati dalla produttrice Raffaella De Laurentiis.
È morta l'11 giugno 2021 a causa di un cancro all'esofago.

## Opere

### Libri sotto il nome di Lucinda Edmonds
- Lovers and Players (1992)
- Hidden Beauty (1993) riveduto dal figlio Harry Whittaker in "The Hidden Girl" (2024)
- Enchanted (1994)
- Not Quite an Angel (1995)
- Aria (1996)
- Losing You (1997)
- Playing With Fire (1998)
- Seeing Double (2000)

### Libri sotto il nome di Lucinda Riley
- (EN) The Orchid House, 2010.

 Il giardino degli incontri segreti, traduzione di Lisa Maldera, Giunti, 2012, ISBN 978-88-09-77124-6.
- (EN) The Girl on the Cliff, 2011.

 Il segreto della bambina sulla scogliera, traduzione di Lisa Maldera, Giunti, 2013, ISBN 978-88-09-77924-2.
- (EN) The Light Behind the Window, 2012.

 La luce alla finestra, traduzione di Lisa Maldera, Giunti, 2013, ISBN 978-88-09-77999-0.
- (EN) The Midnight Rose, 2013.

 Il profumo della rosa di mezzanotte, traduzione di Lisa Maldera, Giunti, 2014, ISBN 978-88-09-78894-7.
- (EN) The Angel Tree, 2014.

 L'angelo di Marchmont Hall, traduzione di Sara Reggiani e Leonardo Taiuti, Giunti, 2015, ISBN 978-88-09-81095-2.
- (EN) The Italian Girl, 2014.

 La ragazza italiana, traduzione di Leonardo Taiuti, Giunti, 2017, ISBN 978-88-09-84353-0.
- (EN) The Olive Tree, 2016.

 Il segreto di Helena, traduzione di Leonardo Taiuti, Giunti, 2016, ISBN 978-88-09-82833-9.
- (EN) The Love Letter, 2018.

 La lettera d'amore, traduzione di Leonardo Taiuti, Giunti, 2018, ISBN 978-88-09-85872-5.
- (EN) The Butterfly Room, 2019.

 La stanza delle farfalle, traduzione di Leonardo Taiuti, Giunti, 2019, ISBN 978-88-09-87347-6.
- (EN) The Murders at Fleat House, 2022.

 Delitti a Fleat House, traduzione di Leonardo Taiuti, Giunti, 2022, ISBN 978-88-09-95368-0.
- (EN) The Hidden Girl, 2024.

 La ragazza nascosta, traduzione di Rachele Salerno, Giunti, 2024, ISBN 978-88-09-93985-1.

#### SagaLe Sette sorelle
- (EN) The Seven Sisters. Maia's Story, 2014.

 Le sette sorelle. La storia di Maia, traduzione di Lisa Maldera, Giunti, 2015, ISBN 978-88-09-80152-3.
- (EN) The Storm Sister, 2015.

 Ally nella tempesta, traduzione di Sara Reggiani e Leonardo Taiuti, Giunti, 2016, ISBN 978-88-09-81838-5.
- (EN) The Shadow Sister, 2016.

 La ragazza nell'ombra, traduzione di Leonardo Taiuti, Giunti, 2017, ISBN 978-88-09-81839-2.
- (EN) The Pearl Sister, 2017.

 La ragazza delle perle, traduzione di Leonardo Taiuti, Giunti, 2018, ISBN 978-88-09-84348-6.
- (EN) The Moon Sister, 2018.

 La ragazza della Luna, traduzione di Roberta Zuppet, Giunti, 2019, ISBN 978-88-09-84349-3.
- (EN) The Sun Sister, 2019.

 La ragazza del Sole, traduzione di Elena Contini, Giunti, 2020, ISBN 978-88-098-9552-2.
- (EN) Missing Sister, 2021.

 La sorella perduta, traduzione di Federico Zaniboni e Giulia Taddeo, Giunti, 2021, ISBN 978-88-09-84352-3.
- (EN) Atlas: The story of Pa' Salt, 2023.

 Atlas: La storia di Pa' Salt, traduzione di Leonardo Taiuti, Giunti, 2023, ISBN 978-88-09-89132-6. (completato da Harry Whittaker)

#### CollanaMy Angelscon suo figlio Harry Whittaker
- Bill e l'angelo dei sogni, traduzione di Francesca Pellegrino, Giunti, 2020, ISBN 978-88-09-90062-2.
- Rosie e l'angelo dell'amicizia, traduzione di Francesca Pellegrino, Giunti, 2021, ISBN 978-88-09-90856-7.
- Christopher e l'angelo delle cose perdute, traduzione di Francesca Pellegrino, Giunti, 2022, ISBN 978-88-09-90854-3.
- Grace e l'angelo del Natale, traduzione di Francesca Pellegrino, Giunti, 2022, ISBN 978-88-09-90855-0.